# Bánh xèo
Le bánh xèo est un plat vietnamien, réalisé comme une crêpe faite à base de farine de riz et de curcuma, pliée en deux et garnie avec de la viande de porc en tranche ou hachée, des crevettes, des graines et des germes de soja. Le bánh xèo se mange avec des feuilles de moutarde ou des feuilles de salade ainsi que différentes herbes aromatiques et du nước mắm.
Il y a plusieurs variantes du bánh xèo. Par exemple, celui du sud du Viêt Nam par l'ethnie Khmer Krom est plus large que celui des kinhs du nord ou du centre, avec un ajout de lait de coco dans sa pâte et une farce au porc et aux crevettes, poivre de Kampot, carottes râpées, germes de soja et chair de coco râpée et grillée. Celui de Huế, appelé bánh khoái, a une pâte plus épaisse et avec des œufs dans la garniture. Il est appelé bánh căng ou bánh căn dans le centre-est du Viêt Nam et bánh khọt à Bà Rịa-Vũng Tàu.

## Variantes

### Bánh xèo Miên Tây

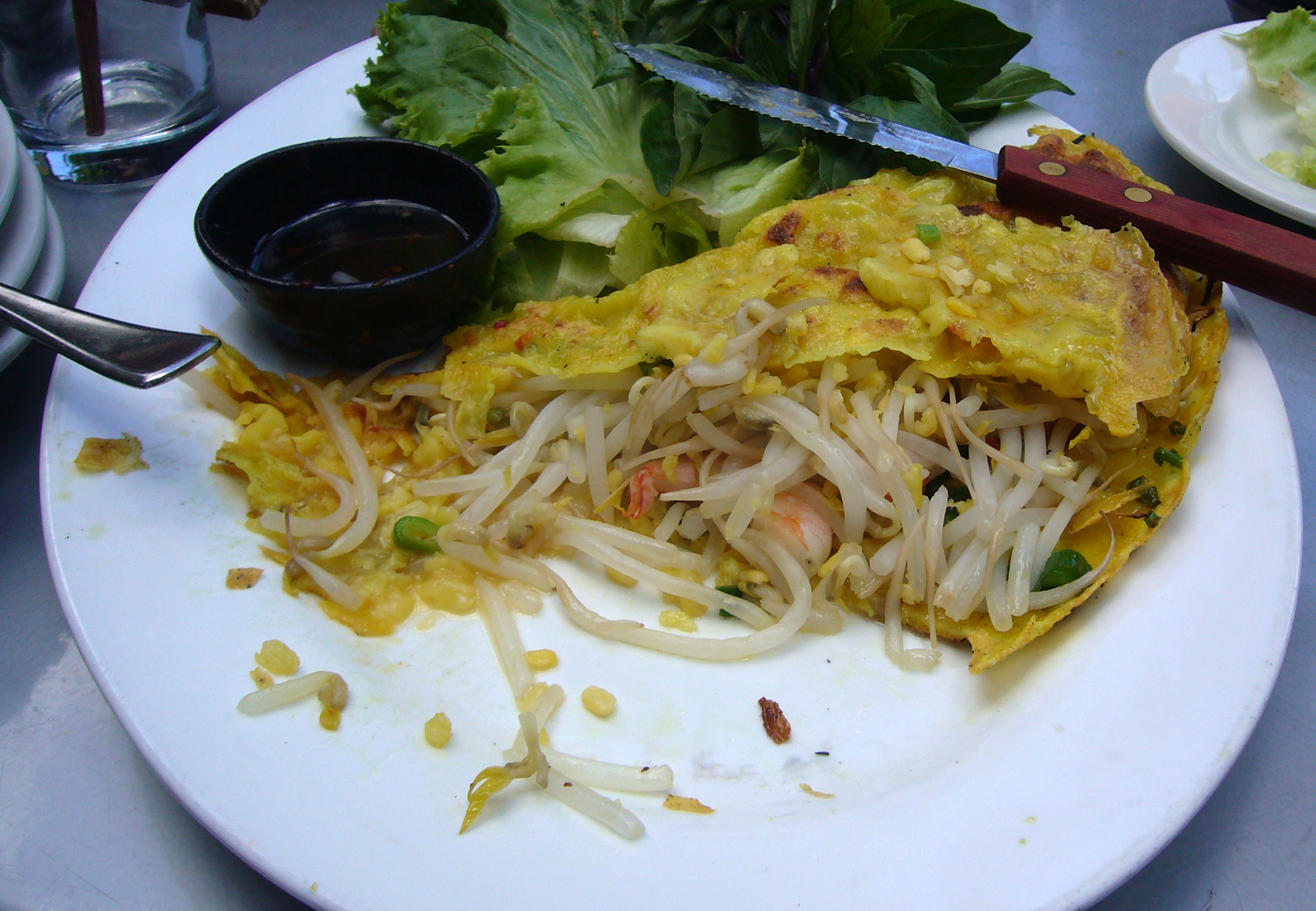
Garniture du bánh xèo.

Le nom bánh xèo vient du son de la cuisson (xèo). Traditionnellement, le riz est trempé dans de l'eau pendant deux heures et est ensuite écrasé en une pâte fluide. Un peu de sucre, une pincée de sel, du lait de coco, hachis de ciboulette, du safran en poudre (ou un jaune d'œuf) sont ajoutés dans la préparation.
La friture peut s'effectuer avec de l'huile végétale ou de la graisse de porc. La préparation est versée dans la poêle chauffée et étalée en forme de crêpe. Il est possible d'entendre le son caractéristique, ayant donné son nom à cette recette, et qui correspond au son de la pâte fluide au contact de l'huile chaude. Pour compléter la crêpe y sont ajoutés des pousses de soja, des graines de haricot mungo, des morceaux de poitrine de porc ainsi que des crevettes non décortiquées (tôm hay tép không lột vỏ). La cuisson se fait à couvert pendant deux minutes. En fin de cuisson, une goutte d'huile végétale peut être versée sur le bord du bánh xèo afin de l'enlever facilement et qu'il soit croustillant. Avec une spatule, on plie le bánh xèo. Ce plat traditionnel est généralement consommé avec des feuilles de moutarde (cải xanh) ou de laitue, des feuilles de menthe et de la coriandre (rau thơm), comme d'autres plats tels que le bánh khọt, le bánh căn ou encore le bánh khoái. La crêpe est mangée, trempée dans une sauce nước mắm préparée (sucrée, aigre-douce et pigmentée, accompagnée de condiments tels que la carotte ou la betterave râpée).
Ce plat peut être trouvé dans tout le delta du Mékong et dans le sud du Viêt Nam, y compris dans la capitale, Saïgon, pour un tarif moyen de 80 000 dong, soit presque 3 euros.

### Bánh khọt
Dans la ville côtière de Vũng Tàu, située à 120 km à l'est de Saïgon, il existe un dérivé, nommé le bánh khọt, une petite crêpe frite. La préparation de la pâte est presque identique (comme les bán căn ou bánh khoái) mais les ingrédients diffèrent : des petites crevettes (tôm hay tép nhỏ) sont utilisées et du hachis de porc (thịt heo băm) remplace la poitrine. C'est un plat consommé notamment dans les restaurants routiers (quán) et restaurants spécialisés dans ce plat. Le prix par dizaine varie entre 40 000 et 50 000 dong, soit 1,5 à 2 euros.

### Bánh căn
Dans la zone centrale du Viêt Nam, entre les régions côtières de Phan Thiết, Phan Rang et Nha Trang, le bánh căn est une variété de bánh khọt simplifié. Le bánh căn est souvent préparé avec du jaune d'œuf, du hachis de porc, des petites crevettes et du calamar. Il est consommé avec plusieurs types de sauce : du nước mắm, de la sauce de soja épaisse avec un des cacahuètes écrasées, de la sauce de poisson mijotée (nước cá kho) ou encore de la sauce de poisson fermentée (nước mắm nem). Il constitue un petit-déjeuner populaire dans les rues ou dans les restaurants.

### Bánh khoái miên Trung
Le bánh xèo miền Trung est moitié plus petite et plus croustillante que celle du sud-Vietnam. Elle est garnie de hachis de porc et de morceaux de calmar et est servie avec deux sauces mélangées : le nước mắm et la sauce poisson mijotée.
À Huế et Đà Nẵng, il porte le nom de bánh khoái, qui comporte des champignons volvaire volvacée (nấm rơm). Il y a une autre variante, le bánh ép Huế (crêpe pressée). Il est fait à l'aide d'une poêle à pressoir. La boulette de riz mélangée avec du hachis de porc est pressée en forme de crêpe. Les ingrédients habituels sont ajoutés par la suite. Une seconde pression est alors exercée sur la pâte ainsi formée. Ce plat peut être consommé sur place ou à emporter. Dans les provinces de Quảng Bình et Thanh Hóa, situées au nord de la zone centrale, il existe des variétés de bánh xèo et bánh khoái dont les ingrédients varient selon les spécialités régionales.